# Hysteroconcha lupanaria
Hysteroconcha lupanaria is een tweekleppigensoort uit de familie van de Veneridae. De wetenschappelijke naam van de soort is voor het eerst geldig gepubliceerd in 1831 door Lesson.